# Saint-Marcel (Sabaudia)
Saint-Marcel – miejscowość i gmina we Francji, w regionie Owernia-Rodan-Alpy, w departamencie Sabaudia.
Według danych na rok 1990 gminę zamieszkiwało 770 osób, a gęstość zaludnienia wynosiła 88 osób/km² (wśród 2880 gmin regionu Rodan-Alpy Saint-Marcel plasuje się na 928. miejscu pod względem liczby ludności, natomiast pod względem powierzchni na miejscu 1224.). 
Przez gminę przepływa rzeka Isère. 